# 베벌리 오언
베벌리 오언(Beverley Owen, 1937년 5월 13일 ~ 2019년 2월 21일)는 미국의 배우이다. 텔레비전 시트콤 《더 먼스터스》(The Munsters) 시즌 1의 "메릴린 먼스터"로 유명하다.